# جون بوكانان (لاعب كريكت)
جون بوكانان (5 أبريل 1953 في أستراليا - ) (بالإنجليزية: John Buchanan)‏ هو لاعب كريكت أسترالي. لعب مع فريق كوينسلاند للكريكت ‏.

## وصلات خارجية
- جون بوكانان على موقع إي آس بي آن كريك إنفو (الإنجليزية)